# Список выпускников Царскосельского лицея
В этом списке собраны сведения о выпускниках Царскосельского лицея. В разное время выходили Памятные книжки Лицея, в которых приводились сведения о судьбах выпускников. Информация дана по годам выпуска и содержит краткие сведения о выпускниках по рейтингу выпуска (успешности обучения выпускника), причём для I—V выпусков, раздельно для выпускников в гражданскую и военную службу. Возможна сортировка в алфавитном порядке и, обратно, по рейтингу.
Выпуск 1843 года состоялся уже в Санкт-Петербурге и включён в Список выпускников Александровского лицея.
Неразрывно были связаны друг с другом лицей и созданный при нём пансион. Пансион называли «младшим братом Лицея». Информация по выпускникам пансиона представлена в Списке выпускников Благородного пансиона при Царскосельском лицее.
| Выпущен с чином | ВЫПУСК | ВЫПУСК | ВЫПУСК | ВЫПУСК | ВЫПУСК | ВЫПУСК | ВЫПУСК | ВЫПУСК | ВЫПУСК | ВЫПУСК | ВЫПУСК | ВЫПУСК |
| Выпущен с чином | I      | II     | III    | IV     | V      | VI     | VII    | VIII   | IX     | X      | XI     | XII    |
| Выпущен с чином | ГОДЫ   | ГОДЫ   | ГОДЫ   | ГОДЫ   | ГОДЫ   | ГОДЫ   | ГОДЫ   | ГОДЫ   | ГОДЫ   | ГОДЫ   | ГОДЫ   | ГОДЫ   |
| Выпущен с чином | 1817   | 1820   | 1823   | 1826   | 1829   | 1832   | 1835   | 1836   | 1838   | 1839   | 1841   | 1842   |
| --------------- | ------ | ------ | ------ | ------ | ------ | ------ | ------ | ------ | ------ | ------ | ------ | ------ |
| IX кл.          | 9      | 10     | 6      | 11     | 10     | 17     | 15     | 9      | 8      | 12     | 15     | 13     |
| X кл.           | 8      | 5      | 5      | 2      | 2      | 7      | 4      | 4      | 2      | 3      | 5      | 5      |
| XII кл.         |        | 1      | 2      | 2      | 4      |        | 3      | 7      | 6      | 4      | 4      | 4      |
| XIV кл.         |        |        |        |        |        |        | 3      | 2      | 2      | 1      | 4      |        |
| Офицером        | 12     | 9      | 11     | 9      | 9      |        |        |        |        |        |        |        |
| Всего           | 29     | 25     | 24     | 24     | 25     | 24     | 25     | 22     | 18     | 20     | 28     | 22     |

|  |  |

## 1817-й

### На гражданскую службу

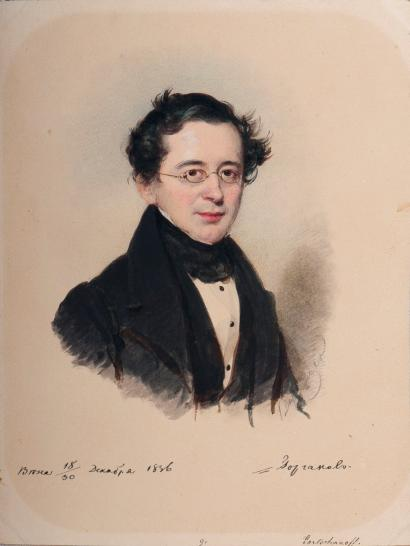
А. М. Горчаков
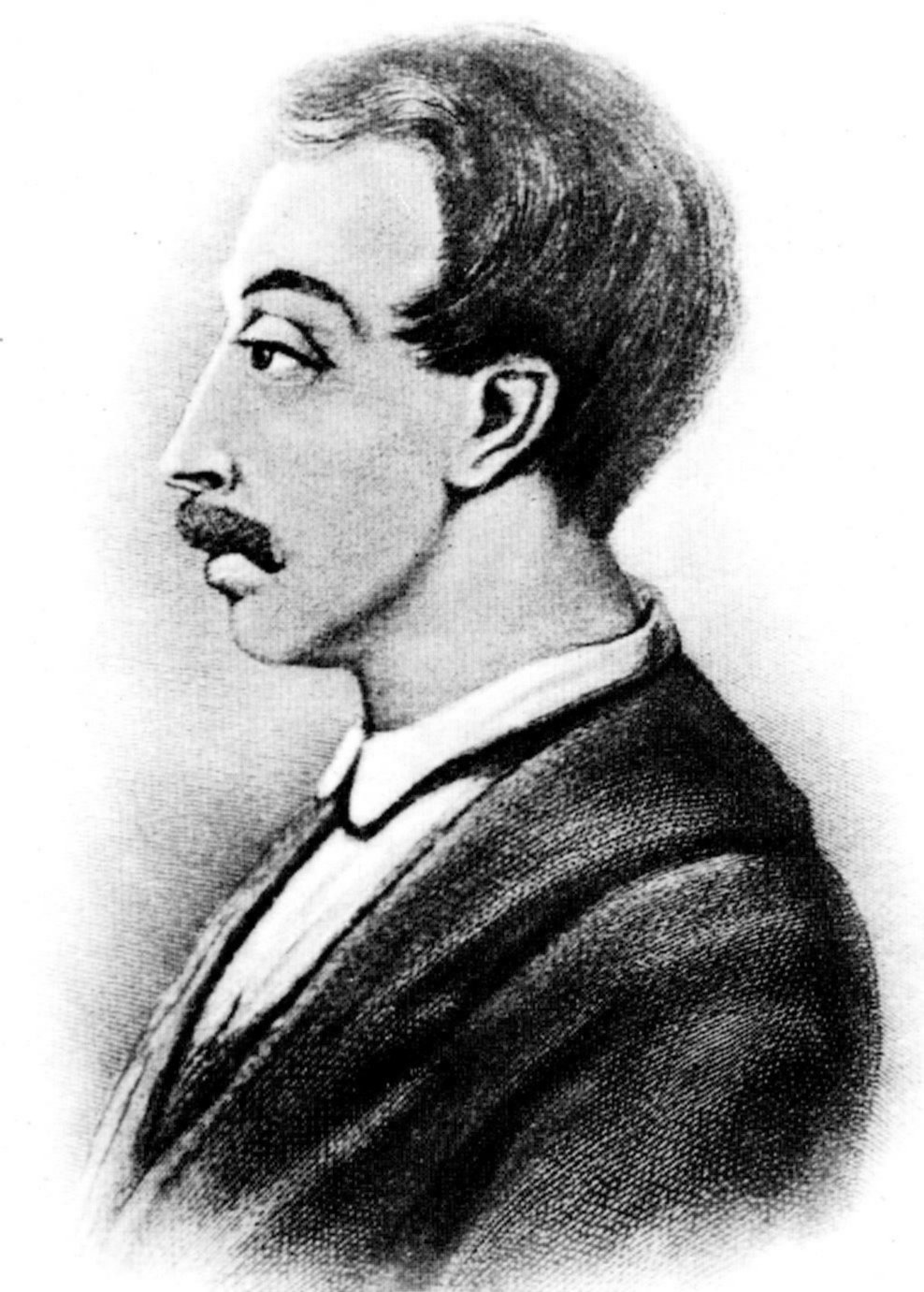
В. К. Кюхельбекер
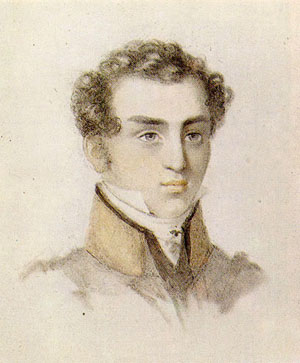
Н. А. Корсаков
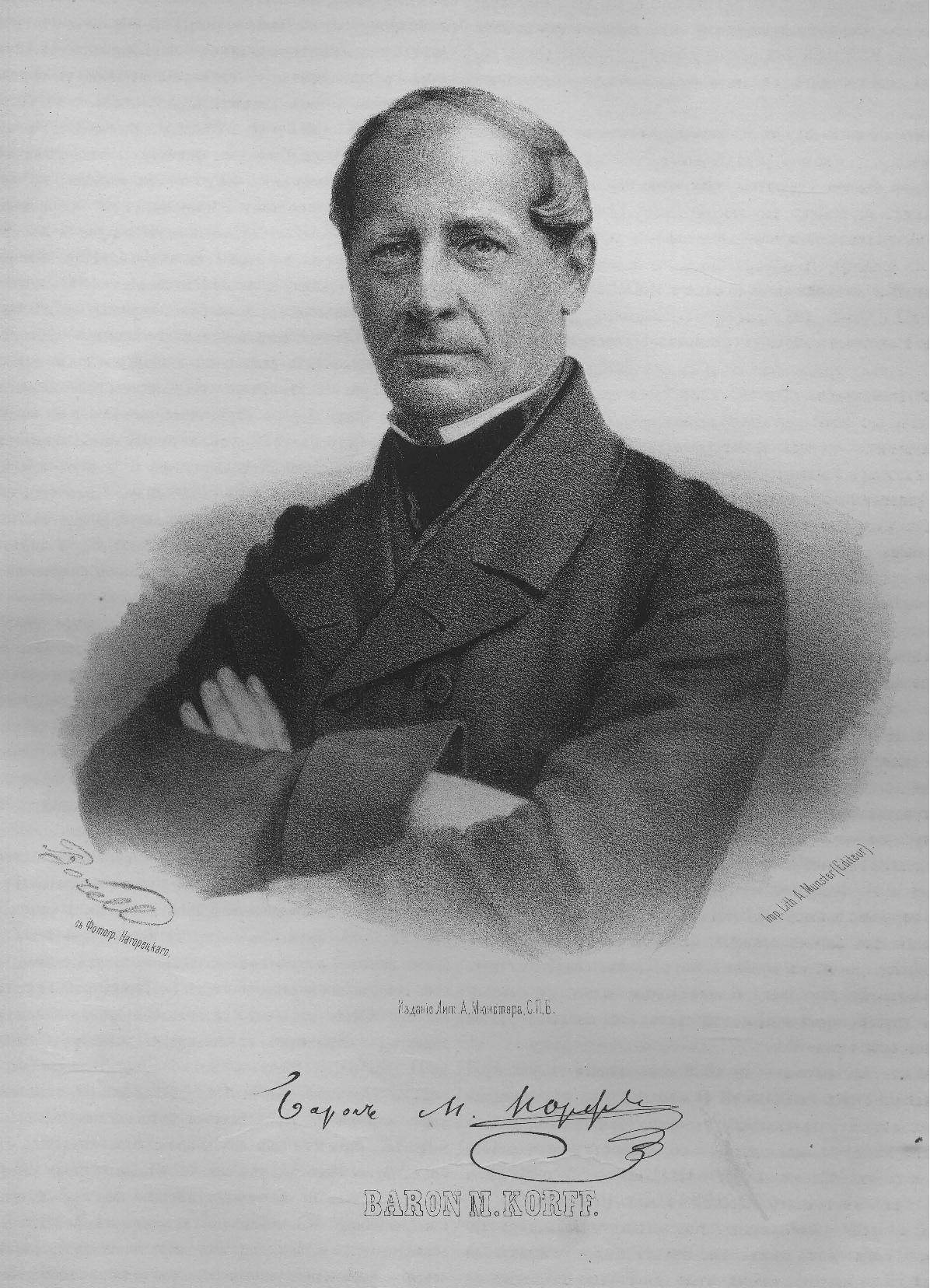
М. А. Корф
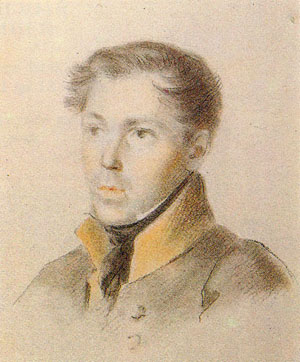
Ф. Ф. Матюшкин
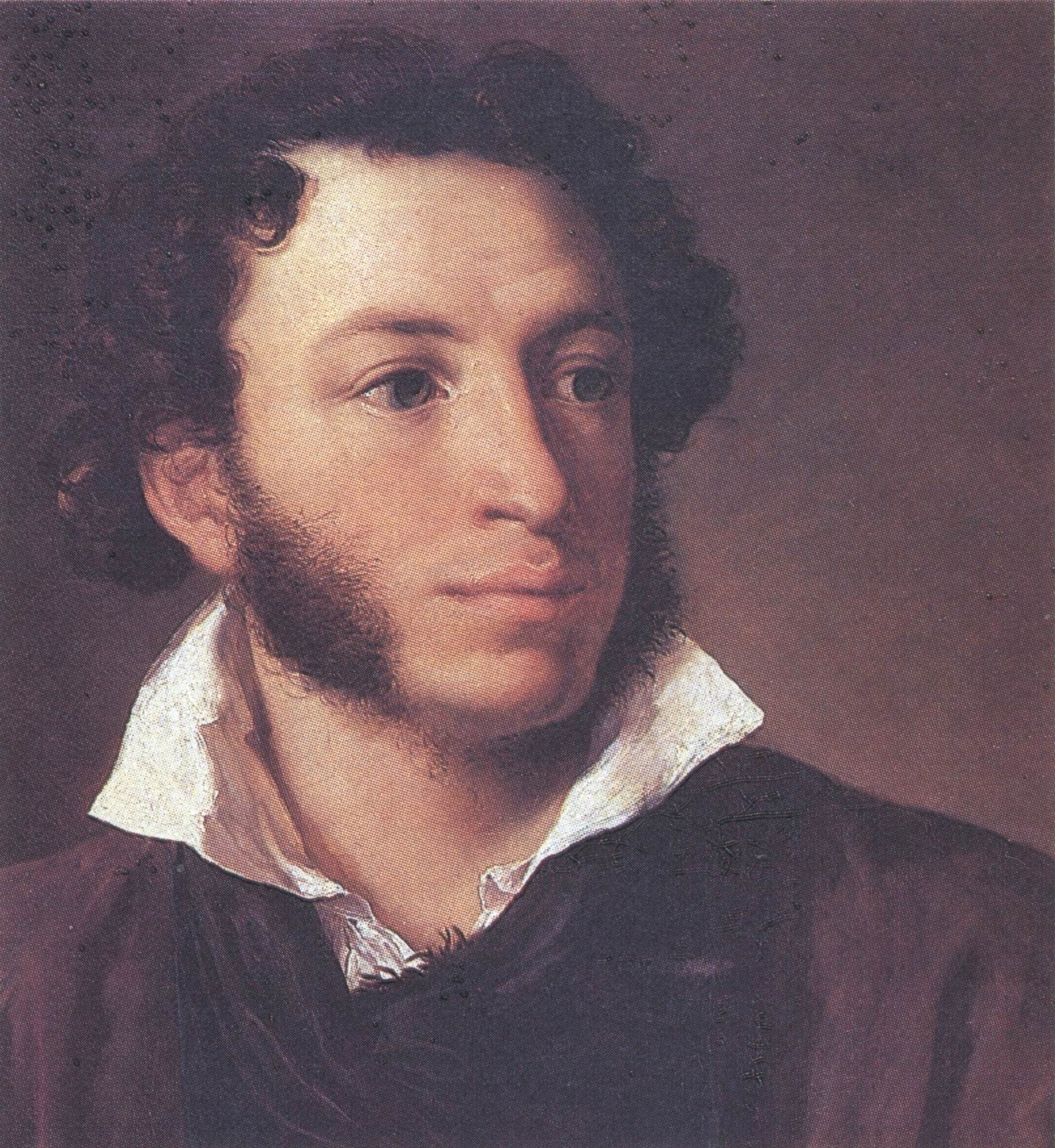
А. С. Пушкин
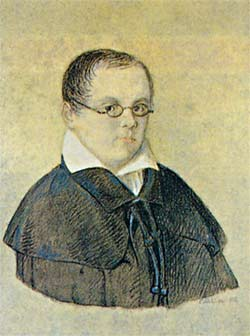
А. А. Дельвиг

| Номер по рейтингу | Выпускник                                     | Чин при выпуске | Информация |
| ----------------- | --------------------------------------------- | --------------- | --- |
| .1                | Горчаков, Александр Михайлович (1798—1883)    | IX кл.          | видный российский дипломат, канцлер. |
| .2                | Маслов, Дмитрий Николаевич (1796—1856)        | IX кл.          | тайный советник, руководитель Департамента разных податей и сборов. |
| .3                | Кюхельбекер, Вильгельм Карлович (1797—1846)   | IX кл.          | русский поэт, писатель и общественный деятель, декабрист; друг А. С. Пушкина                                                                                                 |
| .4                | Ломоносов, Сергей Григорьевич (1799—1857)     | IX кл.          | дипломат, чрезвычайный посланник и полномочный министр при Нидерландском дворе                                                                                               |
| .5                | Корсаков, Николай Александрович (1800—1820)   | IX кл.          | вследствие ранней смерти от туберкулёза его значительные дарования не успели проявиться                                                                                      |
| .6                | барон Корф, Модест Андреевич (1800—1876)      | IX кл.          | директор Санкт-Петербургской публичной библиотеки (1849—1861), государственный секретарь, членом Государственного совета, историк, почётный член Петербургской Академии наук |
| .7                | Стевен, Фёдор Христианович (1797—1851)        | IX кл.          | выборгский губернатор (с 1839), товарищ министра статс-секретаря великого княжества Финляндского                                                                             |
| .8                | Комовский, Сергей Дмитриевич (1798—1880)      | IX кл.          | стал последним из первокурсников, посещавшим все лицейские годовщины |
| .9                | Гревениц, Павел Фёдорович (1798—1847)         | IX кл.          | чиновник канцелярии Министерства иностранных дел, где большого стремления к карьерному росту не проявлял, но дослужился до чина статского советника и нескольких орденов     |
| 10                | Матюшкин, Фёдор Фёдорович (1799—1872)         | X кл.           | адмирал, полярный исследователь, сенатор; друг А. С. Пушкина |
| 11                | Илличевский, Алексей Демьянович (1798—1837)   | X кл.           | способный рисовальщик, оставивший «портретную галерею» первого лицейского выпуска, писал стихи и прозу                                                                       |
| 12                | Яковлев, Михаил Лукьянович (1798—1868)        | X кл.           | популярный салонный композитор и певец; сенатор; друг А. С. Пушкина |
| 13                | Юдин, Павел Михайлович (1798—1852)            | X кл.           | управляющий Санкт-Петербургским главным архивом иностранных дел |
| 14                | Пушкин, Александр Сергеевич (1799—1837)       | X кл.           | поэт, драматург и прозаик |
| 15                | Дельвиг, Антон Антонович (1798—1831)          | X кл.           | русский поэт, издатель; друг А. С. Пушкина |
| 16                | Костенский, Константин Дмитриевич (1797—1830) | X кл.           | служил в Государственном ассигнационном банке |
| 17                | Мартынов, Аркадий Иванович (1801—1850)        | X кл.           | сын директора департамента народного просвещения И. И. Мартынова; всю жизнь прослужил в министерстве народного просвещения, дослужился до чина статского советника           |

### На военную службу

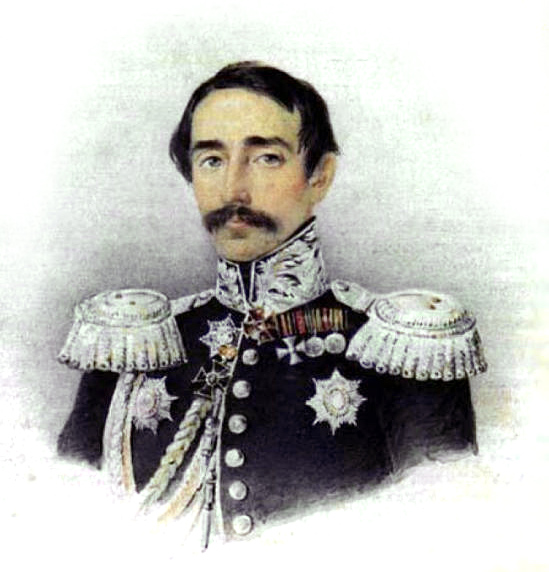
В. Д. Вольховский
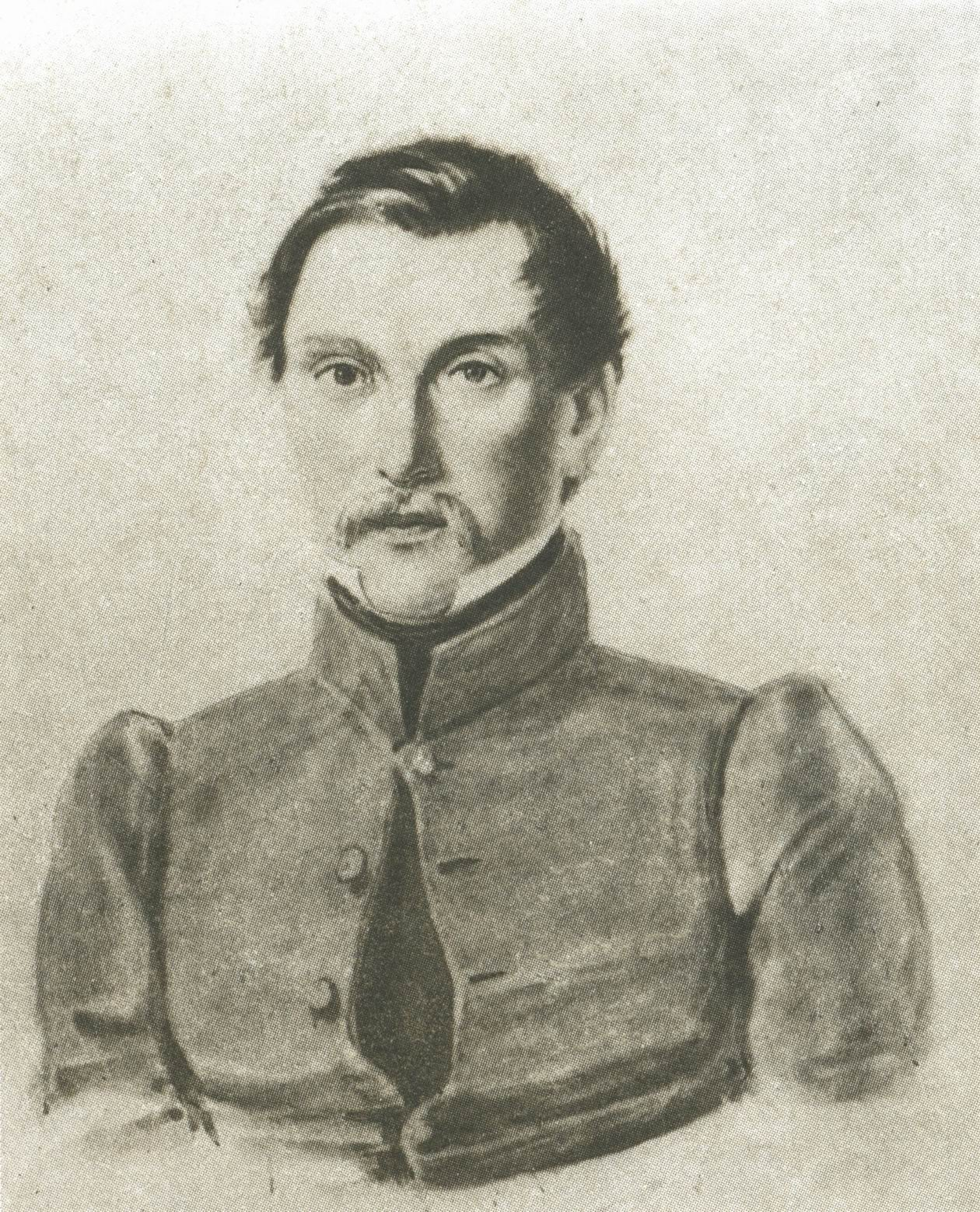
И. И. Пущин
А. П. Бакунин
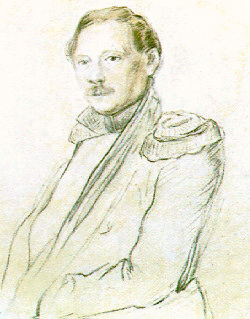
К. К. Данзас

| Номер по рейтингу | Выпускник                                         | Чин при выпуске | Информация |
| ----------------- | ------------------------------------------------- | --------------- | --- |
| .1                | Вольховский, Владимир Дмитриевич (1798—1841)      | офицер гвардии  | генерал-майор |
| .2                | Есаков, Семён Семёнович (1798—1831)               | офицер гвардии  | полковник; отличался повышенной чувствительностью и редкой дружелюбностью; трагически погиб во время польского восстания                                            |
| .3                | Пущин, Иван Иванович (1798—1859)                  | офицер гвардии  | декабрист, коллежский асессор, друг А. С. Пушкина |
| .4                | Саврасов, Пётр Фёдорович (1799—1830)              | офицер гвардии  | участвовал в войне с Турцией |
| .5                | Корнилов, Александр Алексеевич (1801—1856)        | офицер гвардии  | губернатор в Киеве, Вятке, Тамбове, попал из-за близости к М. А. Бестужеву в Алфавит декабристов                                                                    |
| .6                | Бакунин, Александр Павлович (1799—1862)           | офицер гвардии  | тверской губернатор (1842—1857), тайный советник (1856) |
| .7                | Малиновский, Иван Васильевич (1796—1873)          | офицер гвардии  | старший сын первого директора Лицея, В. Ф. Малиновского; предводитель дворянства Изюмского уезда; друг А. С. Пушкина                                                |
| .8                | Данзас, Константин Карлович (1801—1870)           | офицер армии    | секундант на дуэли А. С. Пушкина с Жоржем Геккереном (Дантесом) |
| .9                | Ржевский, Николай Григорьевич (1800—1817)         | офицер армии    | поступил в Лицей из Московского благородного пансиона, был в числе издателей и редакторов лицейских журналов; служил в Изюмском гусарском полку                     |
| 10                | Мясоедов, Павел Николаевич (1799—1868)            | офицер армии    | служил в Гродненском гусарском полку (1821—1823), по болезни рано вышел в отставку и жил в имении под Тулой                                                         |
| 11                | Тырков, Александр Дмитриевич (1799—1843)          | офицер армии    | штаб-ротмистром уже в 1822 году вышел в отставку; жил в Санкт-Петербурге, на Васильевском острове, где часто принимал своих лицейских товарищей                     |
| 12                | Броглио, Сильверий Францевич (1799—1824 или 1829) | офицер армии    | итальянец, как указывалось в «Памятной книжке Лицея» был сыном иностранного графа; погиб в 1820-е годы в Греции, где шла освободительная война против турецкого ига |

## 1820-й

### На гражданскую службу
| Номер по рейтингу | Выпускник                                                         | Чин при выпуске | Информация |
| ----------------- | ----------------------------------------------------------------- | --------------- | --- |
| .1                | Загряжский, Василий Васильевич                                    | IX кл.          | служил в Правительствующем Сенате. |
| .2                | Дубенский, Павел Иванович (1802—1871)                             | IX кл.          | член учёного комитета министерства финансов; директор департамента податей и сборов. |
| .3                | Данзас, Борис Карлович (1799—1868)                                | IX кл.          | сенатор, советник московского губернского правления. |
| .4                | Чарныш, Михаил Николаевич (умер до января 1831)                   | IX кл.          | |
| .5                | Савич, Николай Иванович (? — 28.05.1892, Одесса)                  | IX кл.          | директор Одесского попечительного о тюрьмах комитета; адресат лицейского послания А. А. Дельвига («Богиня Там и Бог Теперь»). |
| .6                | Угрюмов (Угримов), Александр Иванович (14.12.1800—14.12.1882)     | IX кл.          | чиновник особых поручений Министерства финансов. |
| .7                | Безак, Константин Павлович (1803—1845)                            | IX кл.          | обер-прокурор Правительствующего сената; муж Софьи Николаевны Греч. |
| .8                | Молчанов, Николай Николаевич (9.12.1802 — не позднее января 1831) | IX кл.          | служил в Департаменте Духовных дел Иностранных вероисповеданий. |
| .9                | Нуммерс, Лонгин Фёдорович                                         | IX кл.          | тайный советник, председатель Тифлисской палаты Уголовного и Гражданского Суда; сын инспектора Лицея Ф. Е. Нуммерса. |
| 10                | Лангер, Валериан Платонович (1802 — после 1865)                   | IX кл.          | рисовальщик, акварелист, литограф; исполнял портреты, виды, книжные украшения; автор серии литографированных альбомов с видами Царского села (1820), Финляндии (1832), типажных зарисовок, портретов, виньеток для периодических изданий («Северные цветы», «Арион», «Подснежник», «Памятник Искусств»); чиновник особых поручений при Министерстве Народного Просвещения; в 1854—1855 годах читал в Александровском Лицее лекции по теории изящных искусств. |
| 11                | Яхонтов, Пётр Васильевич (? — 4.10.1858)                          | X кл.           | служил в Департаменте министерства Юстиции |
| 12                | Пальчиков, Владимир Петрович (1804—1842)                          | X кл.           | статский советник, вице-директор департамента Министерства Юстиции; умер в Псковской губернии 27 апреля 1842 года. |
| 13                | Позняк, Иван Дмитриевич (18.03.1803 — до 1848)                    | X кл.           | служил в Департаменте Министерства Народного Просвещения; брат Софьи Дмитриевны Пономарёвой, литературный салон которой (1821—1824) посещали А. А. Дельвиг, Е. А. Баратынский. |
| 14                | Эристов, Дмитрий Алексеевич (1797—1858)                           | X кл.           | сенатор, тайный советник |
| 15                | Шабельский, Ахиллес Павлович (1802—1856)                          | X кл.           | секретарь русской миссии в Филадельфии (1824—1826). В библиотеке Пушкина сохранилась книга Шабельского — описание путешествия, совершенного автором на русском военном корабле в 1821—1823 годах в российские североамериканские владения (на франц. языке. СПб., 1826), с дарительной надписью: «Любезнейшему товарищу Александру Сергеевичу Пушкину усерднейшее приношение от Сочинителя»; умер в Харьковской губернии в Святых горах.                      |
| 16                | Орлай-де-Карво, Михаил Иванович (ок. 1803—1879)                   | XII кл.         | генерал-майор; сын И. С. Орлая. |

### На военную службу
| Номер по рейтингу | Выпускник                                      | Чин при выпуске        | Информация |
| ----------------- | ---------------------------------------------- | ---------------------- | --- |
| .1                | Подлиннев, Сергей Николаевич                   | офицер старой гвардии  | служил в Гвардейском Генеральном штабе; умер не позднее января 1831 года. |
| .2                | Ханыков, Николай Дмитриевич (умер в 1861 году) | офицер старой гвардии  | поручик Лейб-гвардии Семёновского и Суздальского пехотного полков, впоследствии — почётный опекун Московского опекунского совета, тайный советник |
| .3                | Брусилов, Николай Николаевич                   | офицер старой гвардии  | сын писателя Н. П. Брусилова |
| .4                | Микулин, Ларион Васильевич                     | офицер старой гвардии  | служил в Лейб-гвардии Преображенском полку. |
| .5                | Харламов, Михаил Николаевич                    | офицер молодой гвардии | полковник |
| .6                | Васильчиков, Александр Михайлович              | офицер молодой гвардии | почётный попечитель Тульской гимназии; один из самых богатых помещиков в Алексинском уезде |
| .7                | Семёнов, Василий Николаевич                    | офицер армии           | сначала — офицер Карабинерного и Лейб-гвардии Павловского полков (с осени 1824 года в отставке), затем — чиновник Министерства народного просвещения; с июля 1830 года по апрель 1836 года — цензор Петербургского цензурного комитета, литератор, впоследствии — тайный советник. |
| .8                | Гнедич, Алексей Петрович (1803—1874)           | офицер армии           | ротмистр |
| .9                | Ивановский, Пётр Осипович                      | офицер армии           | служил в Карабинерном полку. Совместно с Пушкиным занимался музыкой в классе Теппера де Фергюсона. |

## 1823-й

### На гражданскую службу
| Номер по рейтингу | Выпускник                                              | Чин при выпуске | Информация |
| ----------------- | ------------------------------------------------------ | --------------- | --- |
| .1                | Убри, Сергей Павлович (около 1805 — не ранее 1846)     | IX кл.          | состоял при миссии в Мадриде; двоюродный брат дипломата П. П. Убри |
| .2                | Белуха-Кохановский, Андрей Андреевич                   | IX кл.          | |
| .3                | Замятнин, Дмитрий Николаевич (1805—1881)               | IX кл.          | был привлечён М. М. Сперанским в комиссию по составлению законов; управляющий (1862—1864) и министр юстиции Российской империи (1864—1867) — впервые ввёл суд присяжных заседателей. |
| .4                | Жадовский, Анастас Евстафьевич (1803—1871)             | IX кл.          | вице-губернатор Санкт-Петербургской губернии |
| .5                | Ульяновский, Юлиан Семёнович                           | IX кл.          | состоял при комиссии, учреждённой при архиве Коллегии Иностранных дел |
| .6                | Рашет, Иван Карлович (? — 28.01.1865)                  | IX кл.          | тайный советник, член Комиссии Прошений |
| .7                | Васьков, Николай Иванович (? — ?)                      | X кл.           | действительный статский советник, служил в Министерстве Юстиции, был Петербургским вице-губернатором (1843—1850)                                                                     |
| .8                | Энгельгардт, Максим (Максимилиан) Егорович (1803—1858) | X кл.           | директор Варшавского банка, сын директора лицея Е. А. Энгельгардта. |
| .9                | Капгер, Иван Христианович (1806—1867)                  | X кл.           | тайный советник, юрист, сенатор; брат А. Х. Капгера |
| 10                | Мартынов, Александр Иванович                           | X кл.           | чиновник особых поручений при наместнике Царства Польского |
| 11                | Гнедич, Николай Петрович                               | X кл.           | тайный советник, был делопроизводителем канцелярии Министерства Императорского двора                                                                                                 |
| 12                | Воронихин, Александр Андреевич (? — 1835)              | XII кл.         | лейтенант флота, переводчик учебных книг |
| 13                | Попов, Михаил Николаевич                               | XII кл.         | служил в Министерстве Финансов |

### На военную службу
| Номер по рейтингу | Выпускник                                                       | Чин при выпуске        | Информация |
| ----------------- | --------------------------------------------------------------- | ---------------------- | --- |
| .1                | Малиновский, Андрей Васильевич (? — 25.05.1851, Алупка)         | офицер старой гвардии  | сын первого директора Лицея, В. Ф. Малиновского; был арестован, как причастный к восстанию декабристов, не был наказан, но оставлен под тайным надзором |
| .2                | Анненский, Николай Николаевич                                   | офицер старой гвардии  | чиновник особых поручений при министерстве Внутренних дел                                                                                               |
| .3                | Карамышев, Модест Дмитриевич                                    | офицер молодой гвардии | служил в Кирасирском Лейб-гвардии полку, Порховский уездный предводитель дворянства; умер в селе Зубове Псковского уезда 8 ноября 1880 года             |
| .4                | Фаминцын, Сергей Андреевич (1803 — 14.03.1879, Санкт-Петербург) | офицер молодой гвардии | помощник управляющего Санкт-Петербургской таможни; отец ботаника А. С. Фаминцына                                                                        |
| .5                | барон Энгельгардт, Василий Богданович (1805—1886)               | офицер молодой гвардии | генерал-лейтенант |
| .6                | Рихтер, Константин Борисович                                    | офицер молодой гвардии | служил в Лейб-гвардии 5-й Артиллерийской батарейной роте                                                                                                |
| .7                | Галахов, Сергей Павлович (1806—1878)                            | офицер молодой гвардии | почётный член Таврического губернского Попечительства детских приютов                                                                                   |
| .8                | Жеребцов, Семён Николаевич                                      | офицер молодой гвардии | служил в Лейб-гвардии Семёновском полку, почётный мировой судья                                                                                         |
| .9                | Липгардт, Александр Александрович                               | офицер молодой гвардии | полковник, служил вместе с однокурсником М. Д. Карамышевым в Кирасирском Лейб-гвардии полку                                                             |
| 10                | Неклюдов, Василий Николаевич (? — 29.09.1859)                   | офицер армии           | служил в Сибирском уланском и Лейб-гвардия Гусарском полках                                                                                             |
| 11                | Кондратьев, Сергей Алексеевич                                   | офицер армии           | умер по окончании экзаменов, перед актом выпуска |

## 1826-й

### На гражданскую службу
| Номер по рейтингу | Выпускник                                                   | Чин при выпуске | Информация |
| ----------------- | ----------------------------------------------------------- | --------------- | --- |
| .1                | Келер, Дмитрий Егорович (1806 — 12.08.1839)                 | IX кл.          | чиновник для иностранной переписки при фельдмаршале И. Ф. Паскевиче |
| .2                | Ган, Евгений Фёдорович (1807—1874)                          | IX кл.          | тайный советник, член Совета Министра Государственных Имуществ, сенатор |
| .3                | барон Корф, Юлий Фёдорович (1807—1876)                      | IX кл.          | камергер, председатель Санкт-Петербургского коммерческого суда и Почётный мировой судья Санкт-Петербургского уезда, писатель по политической экономии.                                                        |
| .4                | Белуха-Кохановский, Михаил Андреевич (1809—1891)            | IX кл.          | жил в Полтаве, где в течение 60 лет занимался общественной деятельностью |
| .5                | Коцебу, Карл Евстафьевич                                    | IX кл.          | состоял в ведомстве Азиатского департамента министерства Иностранных дел; консул в Бухаресте; брат А. Е. Коцебу                                                                                               |
| .6                | барон Икскуль, Александр Карлович (10.11.1805 — 21.04.1880) | IX кл.          | переводчик в канцелярии Главного морского штаба, член петербургского Английского клуба, член Попечительского совета заведений общественного призрения в Санкт-Петербурге, Попечитель Александровской больницы |
| .7                | Бухало, Василий И.                                          | IX кл.          | |
| .8                | Рихтер, Александр Борисович (1809—1859)                     | IX кл.          | действительный статский советник, камергер, чрезвычайный посланник и полномочный министр при Бельгийском дворе; умер 16 апреля 1859 года                                                                      |
| .9                | Пащенко, Николай Семёнович                                  | IX кл.          | состоял при Московском военном генерал-губернаторе |
| 10                | Крузенштерн, Александр Иванович (1808—1888)                 | IX кл.          | тайный советник, сенатор; сын адмирала И. Ф. Крузенштерна |
| 11                | Геслинг, Николай Николаевич (1806—1858)                     | IX кл.          | начальник отделения канцелярии тифлисского военного губернатора Н. М. Сипягина; секретарь канцелярии Военного министерства                                                                                    |
| 12                | Смирнов, Степан Иванович (? — 15.05.1868)                   | X кл.           | член комиссии прошений на Высочайшее имя приносимых. |
| 13                | барон Розен, Фёдор Фёдорович (1808—1854)                    | X кл.           | сын генерал-лейтенанта Ф. Ф. Розена; председатель Таврической Палаты Государственных Имуществ и Комитета об иностранных поселенцах Южного Края России                                                         |
| 14                | Козельский, Михаил Иванович                                 | XII кл.         | |
| 15                | Нарышкин, Лев Кириллович (1809—1855)                        | XII кл.         | действительный статский советник, член совета министерства Финансов |

### На военную службу
| Номер по рейтингу | Выпускник                                      | Чин при выпуске        | Информация |  |
| ----------------- | ---------------------------------------------- | ---------------------- | --- |  |
| .1                | Спафарьев, Аполлинарий Леонтьевич (? — 1837 ?) | офицер старой гвардии  | полковник гвардейской артиллерии; сын Л. В. Спафарьева                                                            |  |
| .2                | Озеров, Сергей Петрович (1809—1884)            | офицер старой гвардии  | военный педагог, директор 2-го московского кадетского корпуса (1849—1861), директор Пажеского корпуса (1861—1865) |  |
| .3                | Мертваго, Николай Дмитриевич                   | офицер старой гвардии  | тульский обер-провиантмейстер                                                                                     |  |
| .4                | Баумгартен, Николай Карлович (1806—1886)       | офицер молодой гвардии | генерал, участник русско-турецкой войны 1828—1829 годов, директор Брестского кадетского корпуса.                  |  |
| .5                | Де-Волант, Александр Францевич                 | офицер молодой гвардии | полковник |  |
| .6                | Баженов, Иван Александрович                    | офицер молодой гвардии | городничий в Слониме                                                                                              |  |
| .7                | барон Местмахер, Николай Фёдорович             | офицер молодой гвардии | участник обороны Севастополя                                                                                      |  |
| .8                | Ритмейстер, Александр Вильгельмович            | офицер молодой гвардии | сын придворного лекаря В. И. Ритмейстера; служил в министерстве Государственных Имуществ                          |  |
| .9                | Миллер, Карл Карлович                          | офицер армии           | Нижнедевицкий окружной начальник                                                                                  |  |

## 1829-й

### На гражданскую службу
| Номер по рейтингу | Выпускник                                         | Чин при выпуске | Информация |  |
| ----------------- | ------------------------------------------------- | --------------- | --- |  |
| .1                | Фролов, Фёдор Степанович                          | IX кл.          | камергер |  |
| .2                | Чевати, Константин Степанович (1811—1862)         | IX кл.          | помощник резидента в Кракове, консул в Ливорно                                                                                              |  |
| .3                | Шванебах, Христиан Антонович (1808 или 1809—1872) | IX кл.          | чиновник по особым поручениям при принце П. Г. Ольденбургском, дядя генерала Ф. А. Шванебаха.                                               |  |
| .4                | Деларю, Михаил Данилович (1811—1868)              | IX кл.          | поэт пушкинской плеяды, близкий сотрудник А. А. Дельвига по изданию «Северных цветов», переводчик.                                          |  |
| .5                | Потапов, Пётр Львович                             | IX кл.          | |  |
| .6                | Руктешель, Роман Карлович (?—1887)                | IX кл.          | действительный статский советник, директор Санкт-Петербургской Сохранной казны                                                              |  |
| .7                | Реймерс, А. Ф.                                    | IX кл.          | служил в министерстве Финансов |  |
| .8                | Торнау, Николай Егорович (? — 17.04.1882)         | IX кл.          | член Государственного Совета; автор научных трудов по мусульманскому праву                                                                  |  |
| .9                | Булгаков, Пётр Иванович                           | IX кл.          | камергер; служил в Уфе и Оренбурге. |  |
| 10                | Мещерский, Александр Васильевич                   | IX кл.          | гофмейстер двора великой княгини Екатерины Михайловны                                                                                       |  |
| 11                | Нуммерс, Алексей Фёдорович                        | X кл.           | секретарь великой княгини Екатерины Михайловны; сын инспектора Лицея Ф. Е. Нуммерса                                                         |  |
| 12                | Митусов, Пётр Степанович                          | X кл.           | попечитель Мариинского приюта для взрослых слепых девиц                                                                                     |  |
| 13                | Бодиско, Константин Николаевич (1810—1882)        | XII кл.         | генерал-лейтенант; сын адмирала Н. А. Бодиско                                                                                               |  |
| 14                | Энгельгардт, Владимир Егорович (21.5.1808 — ?)    | XII кл.         | действительный статский советник, член Московской комиссариатской комиссии; автор воспоминаний об отце — директоре лицея Е. А. Энгельгардте |  |
| 15                | Векрот, Филипп Филиппович                         | XII кл.         | корректор сенатской типографии |  |
| 16                | Неелов, Иван Петрович                             | XII кл.         | сын царскосельского архитектора П. В. Неелова                                                                                               |  |

### На военную службу
| Номер по рейтингу | Выпускник                                                      | Чин при выпуске        | Информация |
| ----------------- | -------------------------------------------------------------- | ---------------------- | --- |
| .1                | Тизенгаузен, Александр Павлович (? — 21.12.1884)               | офицер старой гвардии  | флигель-адъютант, полковник, служил в Кавалергардском и Владимирском уланском полках |
| .2                | Фаминцын, Александр Андреевич (1810 — до 1861)                 | офицер старой гвардии  | |
| .3                | Парланд, Иван Иванович                                         | офицер старой гвардии  | капитан, служил в Лейб-гвардии Гусарском полку; умер в Англии в 1870-х годах |
| .4                | Третьяков, Фёдор Николаевич                                    | офицер старой гвардии  | служил в Гвардейской пешей артиллерии |
| .5                | Рашет, Владимир Антонович                                      | офицер старой гвардии  | генерал-майор, командир Лейб-гвардии Сапёрного батальона, кавалер ордена Святого Георгия (1852) |
| .6                | Ромберг, Александр Фёдорович (? — 15.01.1887, Санкт-Петербург) | офицер молодой гвардии | действительный статский советник, служил на Санкт-Петербургском почтамте. |
| .7                | Алопеус, Фёдор Давидович (1810—1862)                           | офицер молодой гвардии | граф, генерал-лейтенант, на службе по 1857 год; награждён золотым оружием(1840); одесский градоначальник (1856—1857) |
| .8                | Ховен, Иван Романович (1812—1881)                              | офицер молодой гвардии | генерал-майор; литератор, автор этнографических и исторических очерков, в том числе о встречах с декабристами на Кавказе в 1835—1836 годах; сохранился рассказ Xовена о встрече с Пушкиным на Невском проспекте в 1829 году: на вопрос о месте службы поэт ответил: «Я числюсь по России». И. Р. Ховен — сын Р. И. Ховена |
| .9                | Пейкер, Александр Иванович                                     | офицер молодой гвардии | полковник, служил в Лейб-гвардии Гренадёрском полку |

## 1832-й
| Номер по рейтингу | Выпускник                                                         | Чин при выпуске | Информация |
| ----------------- | ----------------------------------------------------------------- | --------------- | --- |
| .1                | Грот, Яков Карлович (1812—1893)                                   | IX кл.          | российский филолог; академик, с 1889 года вице-президент Российской Императорской академии наук; читал лекции в Гельсингфорском университете, преподавал в Александровском лицее, в течение нескольких лет был учителем великих князей, старших сыновей Александра II |
| .2                | Эейхен, Василий Николаевич (? — 1846)                             | IX кл.          | служил в министерстве Императорского Двора |
| .3                | Харламов, Николай Николаевич                                      | IX кл.          | служил во 2-м департаменте министерства Государственного имущества |
| .4                | Лихонин, Семён Семёнович (? — 06.04.1867)                         | IX кл.          | тайный советник, управляющий Государственной Комиссией погашения долгов |
| .5                | Волков, Александр Павлович (? — 15.03.1886)                       | IX кл.          | тайный советник, полтавский губернатор (1853—1866) |
| .6                | Гольтгоер, Константин Фёдорович (? — 04.01.1852, Санкт-Петербург) | IX кл.          | статский советник; старший помощник производителя дел канцелярии Статс-Секретаря у принятия прошений на Высочайшее Имя приносимых. Сын директора лицея. |
| .7                | Дмитревский, Иван Дмитриевич (1812 — 11.03.1842)                  | IX кл.          | столоначальник 1-го отделения Азиатского департамента; ставропольский вице-губернатор |
| .8                | Миллер, Павел Иванович (1813 — 06.06.1885)                        | IX кл.          | действительный статский советник; служил (по рекомендации дяди А. А. Волкова) секретарём шефа жандармов, затем — в Почтовом департаменте; именно Миллер предупредил через Деларю Пушкина о перлюстрации его писем.                                                    |
| .9                | Бреверн, Иоганн Христофорович                                     | IX кл.          | сенатор; Курляндский губернатор (1858—1868) |
| 10                | Анненский, Фёдор Николаевич (1815—1880)                           | IX кл.          | чиновник особых поручений при Министре Внутренних дел; отец Иннокентия и Николая Фёдоровичей Анненских |
| 11                | Похвиснев, Михаил Николаевич                                      | IX кл.          | виленский губернатор |
| 12                | Комовский, Александр Дмитриевич (1815—1863)                       | IX кл.          | тайный советник, сенатор |
| 13                | Стрекалов, Степан Степанович (? — 23.11.1893, Москва)             | IX кл.          | состоял при Московском генерал-губернаторе, директор малолетнего отделения богадельни и фельдшерской школы Московского воспитательного дома |
| 14                | Повало-Швыйковский, Доримедонт Николаевич                         | IX кл.          | служил в министерстве Юстиции |
| 15                | Коцебу, Василий Евстафьевич (1813—1887)                           | IX кл.          | дипломат, секретарь миссий в Карлсруэ (1841—1845) и Дрездене (1858—1862), поверенный в делах в Саксонии (1865) и Бадене (1865—1869), посланник в Саксонии (1869—1878) и Швейцарии (1878—1879); был убит в Ревеле                                                      |
| 16                | Рейнбот, Павел Антонович (1811—1886)                              | IX кл.          | служил экспедитором иностранной корреспонденции на Санкт-Петербургском почтамте |
| 17                | Коновницын, Алексей Петрович (1812—1852)                          | IX кл.          | гдовский уездный предводитель дворянства |
| 18                | Стесель, Николай Иванович (? — 03.05.1842)                        | X кл.           | |
| 19                | Макаров, Пётр Николаевич                                          | XII кл.         | служил в Департаменте торговли министерства Финансов |
| 20                | Философов, Александр Павлович                                     | XII кл.         | служил в Провиантском департаменте Военного министерства |
| 21                | Крузенштерн, Платон Иванович (1811—1867)                          | XII кл.         | начальник Рижской таможни |
| 22                | Штофреген, Александр Кондратьевич (1797—1844)                     | XII кл.         | брат адмирала К. К. Штофрегена |
| 23                | Шторх, Константин Андреевич (13.07.1811 — 02.02.1870)             | XII кл.         | служил в министерстве финансов; его отец — академик А. К. Шторх, братья — Николай и Александр. |
| 24                | Пащенко, Константин Семёнович                                     | XII кл.         | служил старшим столоначальником департамента Горных и Соляных дел. |

## 1835-й
| Номер по рейтингу | Выпускник                                                  | Чин при выпуске | Информация |
| ----------------- | ---------------------------------------------------------- | --------------- | --- |
| .1                | барон Врангель, Василий Георгиевич (1816—1860)             | IX кл.          | директор департамента Морского министерства |
| .2                | Александров, Владимир Иванович (ок. 1814 — 27.06.1900)     | IX кл.          | Алексинский уездный предводитель дворянства |
| .3                | Колемин, Александр Иванович (? — 07.01.1898)               | IX кл.          | чиновник министерства финансов |
| .4                | Гирс, Александр Карлович (29.05.1815 — 24.07.1880)         | IX кл.          | товарищ министра финансов, сенатор, видный деятель крестьянской реформы |
| .5                | Рененкампф, Павел Андреевич                                | IX кл.          | агент министерства Финансов по мануфактурной части в Берлине |
| .6                | Домбровский, Александр Мартынович (? — 1871)               | IX кл.          | старший цензор на Петербургском почтамте |
| .7                | Грот, Константин Карлович (1815—1897)                      | IX кл.          | тайный советник, самарский губернатор (1853—1861), создатель системы попечительства о слепых в России. |
| .8                | Рихтер, Борис Борисович (1815—1844)                        | IX кл.          | брат генерала О. Б. Рихтера |
| .9                | граф Баранов Александр Трофимович                          | IX кл.          | полковник, участник обороны Севастополя; сын Т. О. Баранова и Ю. Ф. Адлерберг |
| 10                | Бухарин, Николай Иванович (ок. 1815—1897)                  | IX кл.          | одесский градоначальник (1868—1876) |
| 11                | Апухтин Павел Андреевич                                    | IX кл.          | |
| 12                | Озеров, Александр Петрович (8.07.1817 — 19.07.1900)        | IX кл.          | служил старшим секретарём российской миссии в Тегеране (1840-е), управлял генеральным консульством в Тавризе (1845); советник российской миссии в Константинополе (1852—1853), посланник в Греции (1857—1861) и Швейцарии (1861—1869); шталмейстер великой княгини Марии Александровны (с 1869); действительный член совета Императорского человеколюбивого общества |
| 13                | Костливцев, Сергей Александрович (? — 1872)                | IX кл.          | вятский вице-губернатор (1845—1851) |
| 14                | Юревич, Нил Степанович (? — 22.02.1871)                    | IX кл.          | действительный статский советник, управляющий питейно-акцизным сбором в Смоленской губернии |
| 15                | Харитонов, Алексей Александрович (05.02.1816 — 30.10.1896) | IX кл.          | действительный тайный советник, сенатор, автор «Воспоминаний»; 18 лет служил на Кавказе |
| 16                | Кайданов, Александр Иванович                               | X кл.           | письмоводитель в канцелярии комитета министров; сын преподавателя Лицея И. К. Кайданова |
| 17                | Стесель Александр Иванович (? — 28.08.1836)                | X кл.           | |
| 18                | Ханыков, Яков Владимирович (1818—1862)                     | X кл.           | оренбургский гражданский губернатор; был известен своими картографическими трудами; вместе с А. А. Харитоновым издавал лицейский рукописный журнал «Сын лицея»; был профессором в Александровском лицее |
| 19                | Мертваго, Дмитрий Дмитриевич (1815—1864)                   | X кл.           | действительный статский советник; Обер-прокурор VII департамента Правительствующего сената; воспитывал племянника А. И. Воейкова |
| 20                | Перовский, Пётр Николаевич (1815—1865)                     | XII кл.         | генеральный консул в Генуе |
| 21                | Марченко, Александр Васильевич                             | XII кл.         | правитель канцелярии 1-го департамента министерства Государственных имуществ |
| 22                | Шторх, Николай Андреевич (1815 — 12.12.1877)               | XII кл.         | статс-секретарь, почётный опекун, товарищ главноуправляющего IV отделения Собственной Её Величества канцелярии. |
| 23                | Лаксман, Александр Альфонсович                             | XIV кл.         | генеральный консул в Лиссабоне; почётный член Санкт-Петербургской Публичной библиотеки |
| 24                | Третьяков, Николай Николаевич                              | XIV кл.         | чиновник особых поручений при Статистическом отделе министерства Внутренних дел |
| 25                | Бекман, Антон Андреевич                                    | XIV кл.         | коллежский советник |

## 1836-й
| Номер по рейтингу | Выпускник                                                        | Чин при выпуске | Информация |
| ----------------- | ---------------------------------------------------------------- | --------------- | --- |
| .1                | Дунин-Барковский, Яков Дмитриевич (? — ?)                        | IX кл.          | |
| .2                | Хвостов, Алексей Николаевич (1819—1887)                          | IX кл.          | предводитель дворянства Ржевского уезда Тверской губернии |
| .3                | Дунин-Барковский, Василий Дмитриевич (1819—1892)                 | IX кл.          | Екатеринославский и Могилевский губернатор |
| .4                | Муравьёв, Александр Николаевич (? — 28.02.1885)                  | IX кл.          | служил управляющим Смольненской казённой палатой, затем — при министерстве Иностранных дел |
| .5                | Фридберг, Пётр Иванович (? — 30.05.1887, Санкт-Петербург)        | IX кл.          | цензор драматических сочинений при главном управлении по делам печати |
| .6                | Сталь, Константин Фёдорович                                      | IX кл.          | служил в министерстве Иностранных дел |
| .7                | Миклашевский, Павел Михайлович (1819 — 06.01.1893)               | IX кл.          | почётный мировой судья Екатеринославского уезда; умер в Ницце |
| .8                | Струговщиков, Степан Якимович                                    | IX кл.          | служил в Военном министерстве |
| .9                | Стасов, Александр Васильевич (1819—1904)                         | IX кл.          | старший сын архитектора В. П. Стасова. После смерти Василия Петровича старшему сыну доверили распоряжение приличным наследством отца: Александр Васильевич Стасов был директором компании «Кавказ и Меркурий».                                                                                          |
| 10                | граф Сиверс, Лев Егорович (? — 05.06.1875, Амстердам)            | X кл.           | генеральный консул в королевстве Нидерландском. |
| 11                | Ханыков, Николай Владимирович (1822—1878)                        | X кл.           | учёный-ориенталист |
| 12                | барон Икскуль фон Гильденбанд, Карл Петрович (1817—1894)         | X кл.           | дипломат, 2-й секретарь посольств в Мюнхене и Вене, 1-й секретарь посольства в Неаполе (1853—1854), Копенгагене, Берлине и Вене (1855—1863), советник посольства в Австрии (1863—1869); посланник (1869—1876) и посол (1876—1891) в Итальянском королевстве; кавалер ордена Святого Александра Невского |
| 13                | Фрейганг, Василий Васильевич (? — 12.03.1898, Санкт-Петербург)   | X кл.           | начальник Западного почтового округа; брат А. В. Фрейганга |
| 14                | Апухтин, Пётр Андреевич                                          | XII кл.         | |
| 15                | князь Мещерский, Платон Васильевич                               | XII кл.         | служил в министерстве внутренних дел |
| 16                | Бурмейстер, Александр Адольфович (? — 23.05.1854)                | XII кл.         | столоначальник департамента Военных поселений |
| 17                | Бутягин, Александр                                               | XII кл.         | |
| 18                | Усов, Дмитрий Степанович                                         | XII кл.         | служил в министерстве Иностранных дел |
| 19                | Изъединов, Василий Львович                                       | XII кл.         | член Курского губернского присутствия по крестьянским делам |
| 20                | Оде де Сион, Александр Карлович (1816 — 28.05.1857, Ораниенбаум) | XII кл.         | управляющий Ораниенбаумским дворцовым правлением |
| 21                | Карбоньер, Лев Львович                                           | XIV кл.         | губернский секретарь; состоял при канцелярии Военного министерства |
| 22                | Неклюдов, Пётр Сергеевич (? — 26.04.1864)                        | XIV кл.         | камергер, действительный статский советник; служил в канцелярии Кавказского комитета |

## 1838-й
| Номер по рейтингу | Выпускник                                               | Чин при выпуске | Информация |
| ----------------- | ------------------------------------------------------- | --------------- | --- |
| .1                | Веселовский, Константин Степанович (1819—1901)          | IX кл.          | экономист; действительный член Академии наук; автор трудов по сельскому хозяйству и статистике |
| .2                | Кайданов, Владимир Иванович                             | IX кл.          | был управляющим отделением Государственного банка в Тифлисе; подвергался секретному надзору по делу Петрашевского (в августе 1849); сын преподавателя Лицея И. К. Кайданова                                                                        |
| .3                | Арсеньев, Юлий Константинович (ок. 1820—1873)           | IX кл.          | тульский губернатор (1870—1873); почётный гражданин Петрозаводска |
| .4                | Галицкий, Пётр Павлович (? — апрель 1867, Кузнецк)      | IX кл.          | кузнецкий уездный предводитель дворянства. |
| .5                | Некюдов, Василий Сергеевич (1818—1880)                  | IX кл.          | камергер, 1-й секретарь посольства в Греции, действительный статский советник, председатель комиссии о перестройке Благовещенского собора в Москве, управляющим Императорскими Московскими театрами, состоял при министерстве Императорского двора |
| .6                | барон Икскуль, Борис Яковлевич (? — 19.11.1884, Ревель) | IX кл.          | ландрат, президент Эстляндского экономического общества |
| .7                | Яхонтов, Александр Николаевич (1820—1890)               | IX кл.          | директор Псковской гимназии (1858—1867) |
| .8                | де Бриньи, Александр Егорович (? — 1875)                | IX кл.          | |
| .9                | Гирс, Николай Карлович (1820—1895)                      | X кл.           | дипломат, министр иностранных дел России в 1882—1895 годах; статс-секретарь (1879) |
| 10                | Сабир, Михаил Осипович                                  | X кл.           | полковник |
| 11                | Гернет, Карл Густавович (? — 25.01.1892)                | XII кл.         | чиновник особых поручений при министре Императорского двора и уделов |
| 12                | Стесель, Павел Иванович                                 | XII кл.         | служил в Санкт-Петербургской казённой палате |
| 13                | Трофимов, Александр Иванович                            | XII кл.         | действительный статский советник, Санкт-Петербургский столичный мировой судья |
| 14                | Захаржевский, Дмитрий Яковлевич                         | XII кл.         | служил в Военном ведомстве |
| 15                | Габерзанг, Василий Иванович                             | XII кл.         | статский советник, состоял при III-м отделении Собственной Его Величества канцелярии |
| 16                | Теплов, Иван Григорьевич (? — 1844)                     | XII кл.         | служил в канцелярии Военного министерства |
| 17                | Воейков, Леонид Александрович                           | XIV кл.         | служил в Лейб-гвардии конно-пионерском дивизионе, штабс-капитан в отставке; почётный мировой судья |
| 18                | Гинтер, Михаил Давыдович (? — 1845)                     | XIV кл.         | служил в Военном министерстве |

## 1839-й
| Номер по рейтингу | Выпускник                                                            | Чин при выпуске | Информация |
| ----------------- | -------------------------------------------------------------------- | --------------- | --- |
| .1                | Головнин, Александр Васильевич (1821—1886)                           | IX кл.          | статс-секретарь, член Государственного Совета, министр народного просвещения (1861—1866) |
| .2                | Саломон, Пётр Иванович (1819—1912)                                   | IX кл.          | член Государственного Совета |
| .3                | Кузнецов, Владимир Иванович                                          | IX кл.          | воспитатель и преподаватель латинского языка в Александровском Лицее |
| .4                | барон Николаи, Александр Павлович (1821—1899)                        | IX кл.          | статс-секретарь, член Государственного Совета (с 30 августа 1875 года), министр народного просвещения (1881—1882) |
| .5                | Рейтерн, Михаил Христофорович (1820—1890)                            | IX кл.          | статс-секретарь, член Государственного Совета, управляющий делами комитета железных дорог, заведующий делами финансового комитета |
| .6                | Клингенберг, Михаил Карлович                                         | IX кл.          | тайный советник; сын К. Ф. Клингенберга |
| .7                | Кочетов, Разумник Якимович (? — 27.10.1863, Санкт-Петербург)         | IX кл.          | начальник архива Морского министерства, писатель; отец композитора Н. Р. Кочетова и певицы З. Р. Кочетовой |
| .8                | Цеэ, Василий Андреевич (1821 — 24.12.1906, Санкт-Петербург)          | IX кл.          | действительный тайный советник, сенатор, член совета Императорского Александровского лицея; состоял председателем Санкт-Петербургского цензурного комитета, напечатал «Lettres sur l’affranchissement des paysans en Russie» (СПб., 1888) и «Quelques mots sur la question du desarmement» (СПб., 1899) |
| .9                | Коншин, Михаил Афанасьевич                                           | IX кл.          | чиновник особых поручений при генерал-губернаторе Западной Сибири |
| 10                | Кайданов, Николай Иванович (? — 1894)                                | IX кл.          | архивист; привлекался по делу петрашевцев |
| 11                | князь Голицын, Николай Михайлович (1820—1885)                        | IX кл.          | обер-гофмейстер, сенатор |
| 12                | Киов, Александр Михайлович (? — 20.02.1873)                          | IX кл.          | Тихвинский уездный предводитель дворянства |
| 13                | Воейков, Алексей Александрович                                       | X кл.           | служил в департаменте министерства Юстиции |
| 14                | Чиляев, Михаил Егорович (? — 06.11.1878, Тифлис)                     | X кл.           | тайный советник, управляющий таможенным округом на Кавказе и за Кавказом |
| 15                | граф Сиверс, Эдуард Карлович (? — июнь 1900)                         | X кл.           | церемониймейстер; состоял при статс-секретаре Великого Княжества Финляндского |
| 16                | Усов, Фёдор Степанович                                               | XII кл.         | служил переводчиком департамента внешних сношений министерства Иностранных дел |
| 17                | Филимонов, Николай Иванович                                          | XII кл.         | заседатель Ярославской палаты гражданского суда |
| 18                | Ахшарумов, Николай Дмитриевич (1819—1893)                            | XII кл.         | писатель и литературный критик; шахматист |
| 19                | Марченко, Пётр Васильевич (? — 29.12.1891)                           | XII кл.         | чиновник особых поручений при министре Народного просвещения |
| 20                | Буташевич-Петрашевский (Петрашевский), Михаил Васильевич (1821—1866) | XIV кл.         | революционер |

## 1841-й
| Номер по рейтингу | Выпускник                                                             | Чин при выпуске | Информация |
| ----------------- | --------------------------------------------------------------------- | --------------- | --- |
| .1                | Жемчужников, Александр Лукич (1820—1868)                              | IX кл.          | служил в Хозяйственном департаменте Министерства внутренних дел; помещик сельца Александровского уезда Владимирской губернии; умер в своём имении в селе Воронец Елецкого уезда |
| .2                | Гольтгоер, Михаил Фёдорович (1823—1899)                               | IX кл.          | член Государственного совета (с 1885) |
| .3                | Немани, Андрей Фёдорович                                              | IX кл.          | преподаватель русского языка в Александровском лицее |
| .4                | Пальчиков, Александр Васильевич (? — 30.01.1909, Санкт-Петербург)     | IX кл.          | статский советник, служил в Инспекторском департаменте гражданского ведомства                                                                                                   |
| .5                | Оболенский, Виктор Андреевич                                          | IX кл.          | чиновник особых поручений при главном управлении Западной Сибири; председатель Томского Губернского Правления                                                                   |
| .6                | Голубцов, Степан Яковлевич (? — ок. 1860)                             | IX кл.          | товарищ поэта Мея, составитель альманаха «Столиственник» |
| .7                | Оболенский, Константин Андреевич                                      | IX кл.          | служил в министерстве государственных имуществ |
| .8                | Кондоиди, Григорий Владимирович (? — 1894,Тамбов)                     | IX кл.          | Тамбовский Губернский предводитель дворянства |
| .9                | Крейсти, Александр Александрович                                      | IX кл.          | преподаватель английского языка в Александровском лицее |
| 10                | Беклемишев, Александр Петрович                                        | IX кл.          | вице-губернатор Курляндской губернии (1852—1857), Могилёвский губернатор (1857—1868)                                                                                            |
| 11                | Принтц, Густав Густавович                                             | IX кл.          | действительный статский советник, присяжный поверенный округа Санкт-Петербургской судебной палаты                                                                               |
| 12                | Чертков, Дмитрий Александрович (1824—1872)                            | IX кл.          | тарусский уездный предводитель дворянства |
| 13                | Кирилин, Андрей Николаевич                                            | IX кл.          | действительный статский советник, производитель дел в походной канцелярии Его Величества                                                                                        |
| 14                | Барышников, Иван Иванович                                             | IX кл.          | переводчик департамента внутренних сношений министерства иностранных дел, председатель Дорогобужской уездной земской управы; писал и публиковал стхи на французском языке       |
| 15                | князь Оболенский, Михаил Александрович (1821—1886)                    | IX кл.          | дипломат, тверской вице-губернатор, ковенскиий (1868—1874) и воронежский губернатор (1874—1878)                                                                                 |
| 16                | Зотов, Владимир Рафаилович (1821—1896)                                | X кл.           | писатель и журналист |
| 17                | Барышников, Алексей Иванович (1821 ? — 1892)                          | X кл.           | член Варшавской таможни, почётный мировой судья Дорогобужского уезда, предводитель дворянства Дорогобужского уезда.                                                             |
| 18                | Гедеонов, Пётр Фёдорович                                              | X кл.           | стал послушником Сергиева монастыря, где и умер |
| 19                | Омельяненко, Николай Яковлевич                                        | X кл.           | служил в Военном министерстве |
| 20                | Мей, Лев Александрович (1822—1862)                                    | X кл.           | поэт |
| 21                | барон фон Фитингоф, Рихард Павлович, (? — 1890, Лифляндская губерния) | XII кл.         | |
| 22                | фон Валь, Богдан Карлович (? — 15.02.1874, Везенберг)                 | XII кл.         | адъютант Новороссийского генерал-губернатора |
| 23                | Ефремов, Василий Павлович (? — 15.07.1901)                            | XII кл.         | служил в министерстве Народного Просвещения |
| 24                | Криднер, Рихард Владимирович                                          | XII кл.         | генерал-майор, был начальником Курляндского губернского жандармского управления                                                                                                 |
| 25                | Засецкий, Пётр Павлович                                               | XIV кл.         | ротмистр, почётный Мировой судья Рязанского уезда |
| 26                | Княжевич, Максим Дмитриевич                                           | XIV кл.         | шталмейстер Двора |
| 27                | Крюков, Аркадий Петрович                                              | XIV кл.         | хранитель рукописей и библиотекарь Московского главного архива |
| 28                | Дунин-Барковский, Пётр Дмитриевич                                     | XIV кл.         | служил в Киеве |

## 1842-й
| Номер по рейтингу | Выпускник                                            | Чин при выпуске | Информация |
| ----------------- | ---------------------------------------------------- | --------------- | --- |
| .1                | Толстой, Дмитрий Андреевич (1823—1889)               | IX кл.          | член Государственного совета, сенатор, обер-прокурор Священного Синода и министр народного просвещения (1865—1880), министр внутренних дел и шеф жандармов (1882—1889), президент Императорской Академии наук |
| .2                | Есипов, Иван Васильевич (? — 22.11.1873)             | IX кл.          | нотариус Санкт-Петербурга |
| .3                | Зубков, Николай Абрамович                            | IX кл.          | |
| .4                | Стремоухов, Пётр Николаевич (1823—1885)              | IX кл.          | тайный советник; отец Николая и Петра Петровичей Стремоуховых. |
| .5                | Пальчиков, Николай Васильевич                        | IX кл.          | почётный мировой судья Лебедянского уезда, где находилось его родовое имение Пальчиковых, Тютчево |
| .6                | Корсаков, Александр Васильевич                       | IX кл.          | |
| .7                | Спешнев, Яков Тимофеевич (? — 1865)                  | IX кл.          | директор Санкт-Петербургского училища глухонемых |
| .8                | Рожнов, Михаил Петрович                              | IX кл.          | |
| .9                | Гартинг, Николай Мартынович (1826—1899)              | IX кл.          | управляющий палатой государственных имуществ Вятской губернии (1858—1860), архангельский (1863—1866) и тамбовский губернатор (1866—1876)                                                                      |
| 10                | Рудзевич, Пётр Осипович                              | IX кл.          | служил в Министерстве внутренних дел |
| 11                | Семёнов, Николай Петрович (1823—1894)                | IX кл.          | чиновник Министерства юстиции, сенатор, член редакционной комиссии для составления «Положения о крестьянах»                                                                                                   |
| 12                | Форостовский, Павел Павлович                         | IX кл.          | директор (после В. Е. Галямина и А. Д. Сивкова — с 1858 года) Императорского фарфорового завода |
| 13                | Набоков, Пётр Иванович (1824 — ?)                    | IX кл.          | старший сын Андреевского кавалера И. А. Набокова; чиновник особых поручений при Наместнике Царства Польского                                                                                                  |
| 14                | Данилевский, Николай Яковлевич (1822—1885)           | X кл.           | идеолог панславизма, автор труда «Россия и Европа»; философ, этнограф, естествоиспытатель |
| 15                | Толстой, Юрий Васильевич (1824—1878)                 | X кл.           | чиновник особых поручений при Государственном Контролёре, тверской вице-губернатор, товарищ обер-прокурора Святейшего Синода                                                                                  |
| 16                | Кальм-Подоский, Николай Фёдорович                    | X кл.           | Ольгопольский уездный предводитель дворянства |
| 17                | барон фон Фитингоф, Борис Павлович                   | X кл.           | состоял при посольстве в Лондоне |
| 18                | Бегер, Александр Фёдорович (1823—1895)               | X кл.           | дипломат, сын горного инженера Ф. Ф. Бегера |
| 19                | Рейнбот, Евгений Антонович (1821—1905)               | XII кл.         | почётный Мировой Судья Кобелякскаго уезда; умер в имении Васильевка 17 марта 1905 года |
| 20                | Осокин, Александр Гаврилович                         | XII кл.         | |
| 21                | Витте, Константин Карлович (09.05.1824 — 02.03.1876) | XII кл.         | цензор Варшавского цензурного комитета (просматривал издания на немецком и английском языках). |
| 22                | Бурнашев, Алексей Фёдорович                          | XII кл.         | «советник в Морском министерстве» |

## Рекомендуемая литература
- Лицейская энциклопедия. Императорский Царскосельский Лицей. 1811—1843. / Под ред. С. М. Некрасова. — СПб., 2010. — 517 с. — ISBN 978-5-87288-393-7.